# V761 del Centaure
V761 del Centaure  (V761 Centauri) és un estel a la constel·lació de Centaure de magnitud aparent +4,40. Es troba a 418 anys llum de distància del sistema solar i forma part de l'associació estel·lar «Centaurus Superior-Lupus» (UCL).
Encara que V761 del Centaure figura catalogada com una geganta blava de tipus espectral B7IIIpv, el seu espectre és variable entre B2V i B8IV. La seva temperatura efectiva és d'aproximadament 19.000 K i la seva lluminositat és 1.050 vegades major que la lluminositat solar. Té un radi 2,8 vegades més gran que el del Sol i, per ser un estel de les seves característiques, rota lentament; la seva velocitat de rotació projectada de 15 km/s dona lloc a un període de rotació inferior a 8,82 dies. La seva massa és 5,6 vegades major que la massa solar i la seva edat s'estima en 32 milions d'anys.
V761 del Centaure és un estel Bp químicament peculiar que mostra una variabilitat extrema en l'abundància d'heli. Té dos hemisferis clarament diferenciats, un de ric en heli i un altre pobre en aquest element; l'abundància d'aquest element varia en un factor de 125 entre ambdues regions. A més, a l'hemisferi pobre en heli, l'isòtop heli-3 és igual d'abundant que l'heli-4, quan a nivell còsmic aquest últim és, amb diferència, molt més abundant. El camp magnètic superficial mostra una geometria més complexa que un simple dipol o que un «dipol més quadripol». Oxigen, nitrogen i ferro es concentren sobretot en dues zones prop de l'equador consistents amb el màxim magnètic positiu, però, en menor mesura, també en altres dues zones on es trobaria el pic negatiu del camp magnètic.
Petites variacions de lluentor de 0,05 magnituds fan de V761 del Centaure un estel variable classificat com a variable SX Arietis, semblant a α Sculptoris.